# Narážecí nástroj

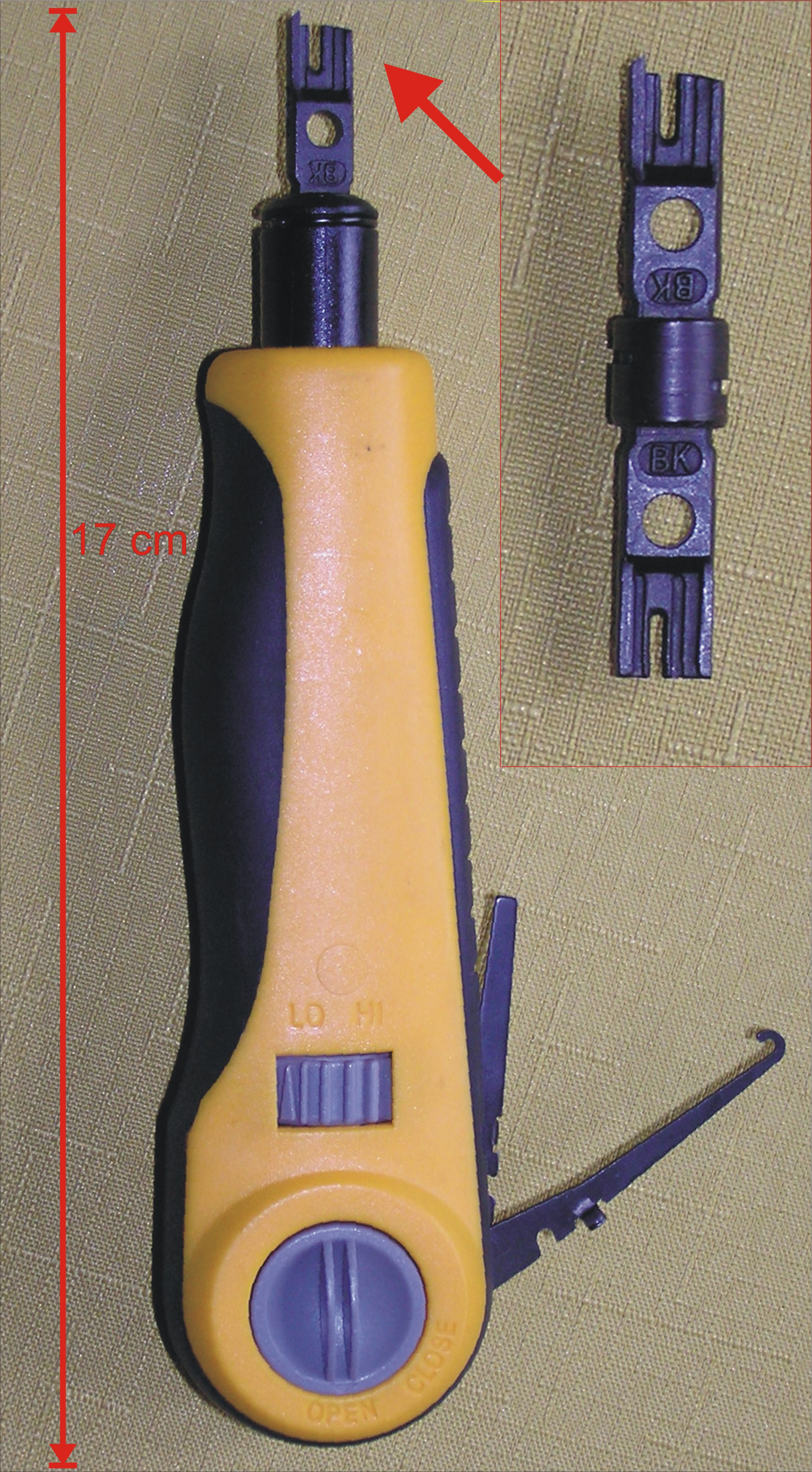
Narážecí nástroj (Impact Punch Down Tool)

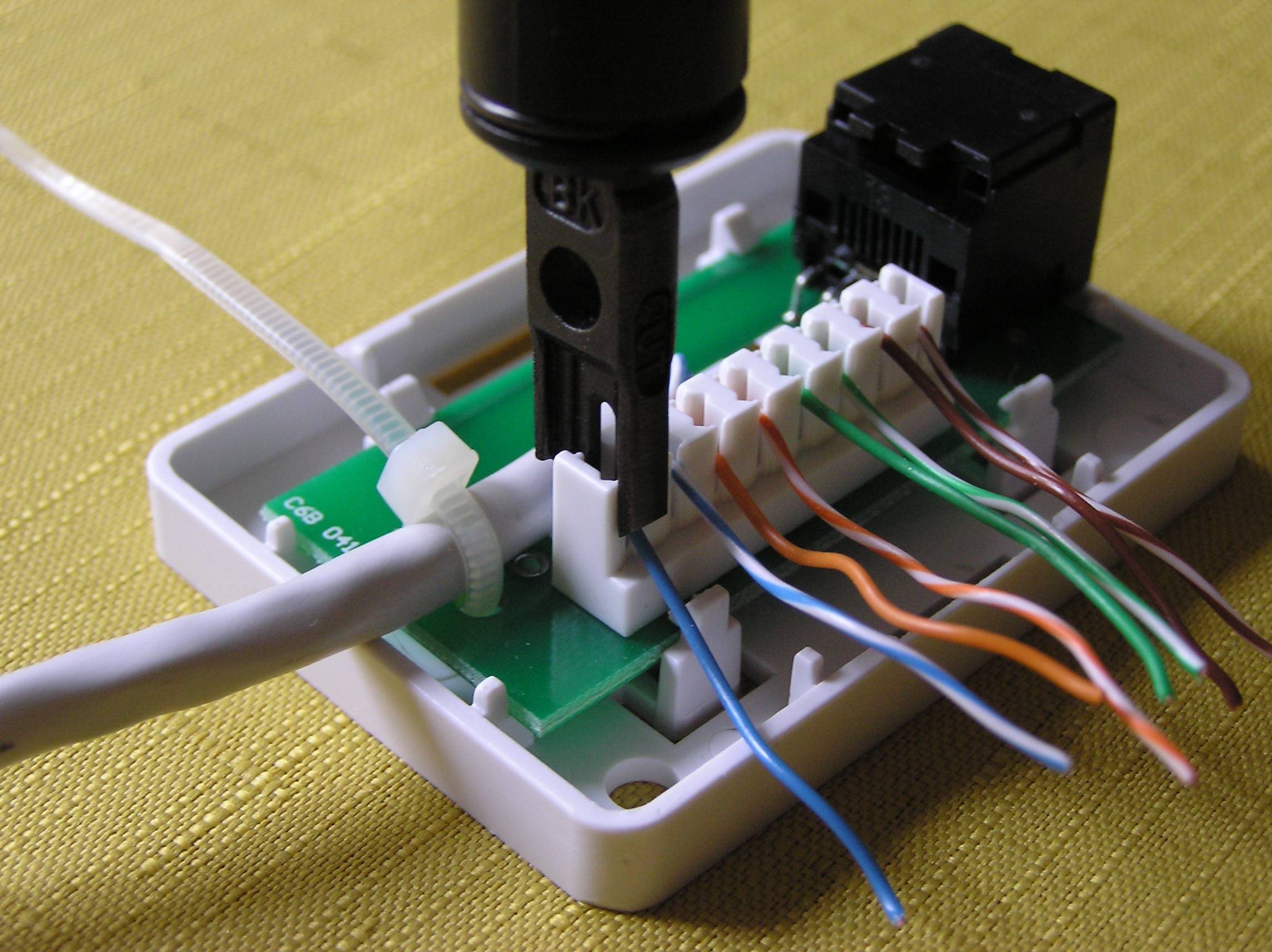
Použití narážecího nástroje - detail

Narážecí nástroj (Impact Tool, Punch Down Tool) slouží pro realizaci zakončení vodičů
strukturované kabeláže do zářezových bloků v síťové místnosti (typ 110 nebo 66), nebo v rozvaděči. Používá se také pro připojení vodičů k některým typům patch panelů a ukončovacích zásuvek.

## Funkce
Nástroj umožňuje za použití kolmo působící síly (naražení) zatlačit vodič do zářezového kontaktu. Zářezem dojde k porušení vnější izolace vodiče a vodivé jádro se galvanicky propojí s kontaktem. Síla, kterou nástroj dokáže působit na zářezový kontakt, je výrobně omezena, tak aby pří použití nedošlo vlivem neúměrné síly k poškození kontaktu.

## Popis nástroje
Nástroj obvykle obsahuje dvě možnosti silového momentu označované jako LO a HI (slabá a silná).
Pracovní hrot nástroje je výměnný. Může být dvoustranný, přičemž jedna strana umožňuje po naražení vodiče odstřihnout přebývající část. Druhá strana hrotu slouží pouze pro samotné naražení, případně pro tzv. přeražení (opakované popř. hlubší zatlačení vodiče do kontaktu – tento postup se však z důvodu možné nespolehlivosti nedoporučuje). Součástí nástroje bývá úložný prostor určený pro uschování demontovaného hrotu v době, kdy se s nástrojem nepracuje. Některé nástroje obsahují také výklopný háček na demontáž již naražených vodičů.